# Selda Akhan
Selda Akhan (* 1969 in Köln) ist eine deutsch-türkische Schauspielerin und Regisseurin.

## Leben
Sie besuchte die Schule in Köln und Izmir. Es folgte ein Studium der Schauspiel- und Theaterwissenschaft sowie für Musik von 1988 bis 1994 an der Dokuz-Eylül-Universität in Izmir. Danach hatte sie Engagements am türkischen Staatstheater und mehrere Auftritte im türkischen Fernsehen. So übernahm sie 1988 in dem Kinofilm Yolcu eine Rolle und von 1990 bis 1994 die Hauptrolle in der Kinderserie Biz Arkadasuz (Wir sind Freunde).
Zudem hatte sie freie Engagements als Schauspielerin bei verschiedenen Jugend und Kindertheatern, z. B. bei ComicOn (Köln), Zartbitter (Düsseldorf) und im Düsseldorfer Schauspielhaus. Seit 1999 arbeitet sie als Theaterdozentin für die Offene Jazzhaus Schule Köln. In der freien Szene ist sie als Regisseurin und Regieassistentin tätig unter anderem für Theater Tiefrot, Freies Theater, Immigranten Stadl. Sie ist Mitgründer der Immisitzung, macht Produktionsleitung und Regie 2009 bis 2011. Sie lebt in ihrer Geburtsstadt und arbeitet als freie Schauspielerin für Theater und Fernsehen.

## Arbeiten
- Selda Akhan war Gründungsmitglied des Theater Türkis im Jahr 2000. Mit dem Stück Weiß du!? waren sie zu Gast in der WDR-Sendung Nachtschlag und erhielten mehrere Preise. Im Weiteren wurde das Stücke Till Eulenspiegel und Nasrettin Hodscha verwirklicht.
- 2005 gründete sie Harem Globetrotters mit Beate Bohr, mit der sie bis heute das Programm vorträgt. Sie hatte zudem TV-Auftritte in Deutschland und war beispielsweise 2007 Gast bei der Sendung Mitternachtsspitzen im WDR.
- Mit dem Programm Meine dicke freche türkische Familie mit Robert Tino Selbach, Moritz Netenjakob, Hülya Dogan Netenjakob, Serhat Doğan und Wilhelm Künsting war sie unterwegs.